# John van der Wiel

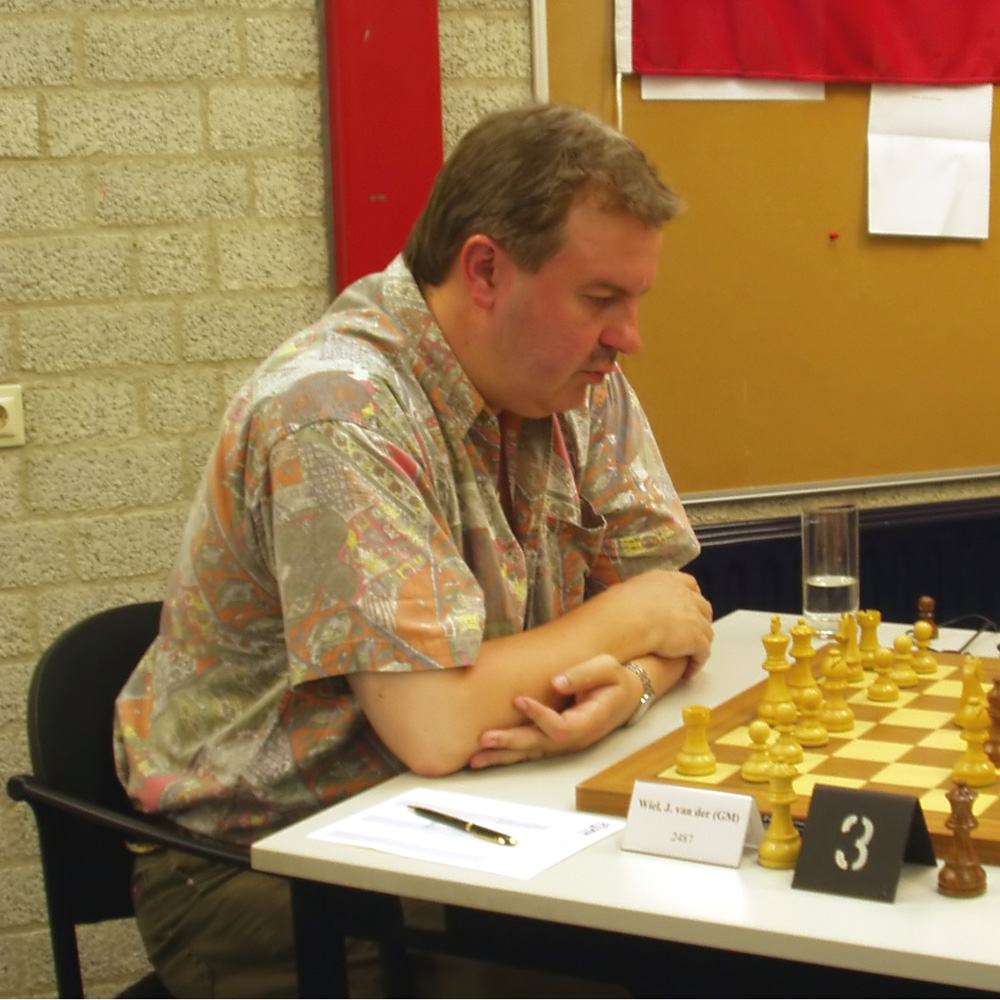
John van der Wiel, 2007

Johannes Theodorus Hermanus van der Wiel (9 augustus 1959) is een Nederlandse schaakgrootmeester (GM). Zijn middelbareschooltijd bracht hij door aan het Bonaventura College in Leiden.
- In 1976 en 1977 won Van der Wiel het Daniël Noteboom-toernooi in Leiden.
- In 1979 was hij Europees kampioen bij de junioren.
- In 1980 werd hij professioneel schaker en in 1982 behaalde hij zijn grootmeestertitel.
- In 1984 en 1986 werd hij Nederlands kampioen.
- Van 1979 tot 2004 heeft hij 26 maal op rij deelgenomen aan het Nederlands kampioenschap. In 2007 nam hij voor de 28e maal deel (hij werd 7e). Een record, zowel wat betreft het totaal aantal deelnames als het aantal deelnames op rij. Hij won twee keer en eindigde negen keer als tweede.
- Zijn hoogste FIDE-rating was 2590, in januari 1987, waarmee hij gedeeld 15-18e op de wereldranglijst stond.
- Van der Wiel heeft deelgenomen aan twee Interzone-toernooien, Moskou 1982 en Biel 1985, in het laatste werd hij gedeeld 4-6e.
- In 1981 werd hij eerste in de Grootmeester B-groep van het Corus-toernooi.
- Onder andere behaalde hij de volgende toernooioverwinningen: Århus 1983, Oostende 1983, Novi Sad 1982, San Bernardino 1986, Amsterdam OHRA 1987, Baden-Baden II 1992, Elgoibar 1998.[1]
- In 2010 won hij het 2e Masters toernooi van het Schaakfestival Brasschaat, dat toen de 10e editie beleefde. In 2011 verdedigde hij zijn titel, maar eindigde als negende.[2]

Van der Wiel was hoofdredacteur van Schaaknieuws tot het in 2009 werd opgeheven. Hij is tevens een fanatiek bridger.

## Schaakteams
- John van der Wiel heeft negen maal deelgenomen aan de Schaakolympiade. In Thessaloniki 1988 speelde hij aan het eerste bord, toen Jan Timman niet mee speelde. Het Nederlandse team haalde toen brons.
- In totaal is hij ongeveer 30 maal nationaal clubkampioen geweest, in Nederland met Volmac Rotterdam en Panfox Breda, in België met Anderlecht en in Duitsland met S.G. Porz.
- Hij heeft in 1999 met Panfox Breda deelgenomen aan de European Club Cup in Belgrado.